# Ornago
Ornago ist eine norditalienische Gemeinde (comune) mit 5388 Einwohnern (Stand 31. Dezember 2023) in der Provinz Monza und Brianza in der Lombardei. Die Gemeinde liegt etwa 11 Kilometer östlich von Monza am Parco Rio Vallone. Ornago grenzt unmittelbar an die Metropolitanstadt Mailand.

## Verkehr
Wenige Kilometer südlich verläuft durch die Nachbargemeinde Cavenago di Brianza die Autostrada A4 von Turin nach Triest. Hier gibt es auch eine Anschlussstelle.

## Persönlichkeiten
- Pietro Verri (1728–1797), Gelehrter (im Santuario della Beata Vergine del Lazzaretto in Ornago beigesetzt)